# Туйен Куанг (провинция)
Туйен Куанг (на виетнамски: Tuyên Quang) е виетнамска провинция разположена в регион Донг Бак. На северозапад граничи с Ха Жианг, на североизток с Као Банг, на юг с Фу Тхо и Вин Фук, на запад с Йен Бай, а на изток с Бак Кан и Тхай Нгуйен. Населението е 773 500 жители (по приблизителна оценка за юли 2017 г.).

## Административно деление
Провинция Туйен Куанг се състои от един самостоятелен град Туйен Куанг и пет окръга:
- Тием Хоа
- Хам Йен
- На Ханг
- Сон Дуонг
- Йен Сон